# Eurybia avita
Eurybia avita là một loài thực vật có hoa trong họ Cúc. Loài này được (Alexander) G.L.Nesom mô tả khoa học đầu tiên năm 1995.